# Port-Launay
Port-Launay település Franciaországban, Finistère megyében. Lakosainak száma 396 fő (2022. január 1.). Port-Launay Châteaulin és Saint-Ségal községekkel határos.

## Népesség
A település népességének változása:
| Lakosok száma | 599  | 505  | 395  | 503  | 406  | 389  | 391  | 398  | 398  | 396  |
|               | 1968 | 1982 | 1990 | 2006 | 2013 | 2015 | 2017 | 2019 | 2020 | 2022 |